# Senua's Saga: Hellblade II
Senua's Saga: Hellblade II è un videogioco d'azione e avventura del 2024 sviluppato da Ninja Theory e pubblicato da Xbox Game Studios per Windows e Xbox Series X/S il 21 maggio 2024. Il gioco è il seguito di Hellblade: Senua's Sacrifice (2017) ed è ambientato nell'Islanda del IX secolo, traendo ispirazione dalla mitologia e dalla cultura norrena.

## Trama
Senua, guerriera, si fa catturare dai mercanti di schiavi norreni per liberare il suo popolo. Dopo un naufragio, si ritrova in Islanda, dove affronta visioni e voci, incluso il ricordo del padre abusivo. Sconfigge il padrone degli schiavi, Thórgestr, e insieme a Fargrímr, un prigioniero liberato, cercano di fermare i draugar, barbari cannibali. Durante il viaggio, Senua scopre che l'eruzione del vulcano Askja ha aperto la strada ai giganti, costringendo Borgarviki a sacrificare schiavi. Incontra gli Hiddenfolk, che rivelano che i giganti sono stati creati da un leader corrotto. Senua affronta e trasforma in pietra i giganti Sjávarrisi e Illtauga, mentre cerca di salvare il suo popolo.
Alla fine, Senua deve affrontare il goði di Borgarviki, che tenta di sacrificarla. Dopo averlo sconfitto, Senua rifiuta di prendere il suo posto, accettando di non essere vincolata dal destino e abbracciando i ricordi di coloro che ha salvato.

## Modalità di gioco
Senua's Saga: Hellblade II è un gioco d'azione e avventura in terza persona. Mantiene gli elementi di gioco principali del suo predecessore, utilizzando enigmi e rune per avanzare nella storia. Viene inoltre introdotto un nuovo sistema di combattimento. Il gioco è dotato di sistemi meteorologici dinamici e di una fisica realistica, che influenzano sia il combattimento che l'esplorazione. I giocatori si muovono su terreni insidiosi, da pendii scivolosi ricoperti di ghiaccio a coste sferzate dalle tempeste.
Gli incontri con i nemici sono più vari, ognuno con schemi di attacco e debolezze unici. L'attenzione è rivolta a battaglie più veloci e intense, che richiedono ai giocatori di adattarsi rapidamente ai diversi tipi di nemici e di utilizzare efficacemente le abilità di combattimento di Senua per sopravvivere.
Gli enigmi in Senua's Saga sono integrati nell'ambiente, spesso richiedendo interazioni uniche con il mondo di gioco, come la decifrazione delle rune o la manipolazione di elementi per progredire.
Il gioco presenta elementi horror psicologici. I giocatori si confrontano con la psicosi di Senua e le voci che accompagnano Senua nel suo viaggio servono sia come guida che come sfida.

## Sviluppo
Senua's Saga: Hellblade II è stato sviluppato da Ninja Theory, gli autori di Hellblade: Senua's Sacrifice (2017). Ninja Theory è stata acquisita da Microsoft nel 2018 ed è diventata una sussidiaria di Xbox Game Studios.
Dopo l'uscita del primo gioco nel 2017, Tameem Antoniades, co-fondatore e direttore creativo dello studio, ha deciso di prendersi una pausa e di partire per un viaggio, durante il quale ha visitato l'Islanda. Rimase così colpito dalla bellezza del posto che decise di ambientare il gioco proprio in Islanda. Attwell descrisse il paese come un "parco a tema geologico", e il presidente della Ninja Theory Dom Matthews in seguito definì il gioco "una lettera d'amore all'Islanda". Antoniades dichiarò che lo studio voleva scrivere una storia che potesse essere paragonata a miti e saghe antiche. Antoniades ha partecipato alle prime fasi di sviluppo prima di lasciare l'azienda.
Per descrivere accuratamente la psicosi in Senua, si sono nuovamente consultati con Paul Fletcher, un professore dell'Università di Cambridge, e con gli individui che soffrivano di questo disturbo. Melina Jürgens, l'artista del motion capture e doppiatrice della protagonista, ha espresso la sua disapprovazione per la rappresentazione del suo personaggio che aveva "superato tutte le sue avversità, guarendo". Ha sottolineato che gli individui con psicosi in genere non si riprendono mai completamente dalla loro condizione. Il suo intento era quello di descrivere la trasformazione di Senua da "vittima della psicosi" a qualcuno che riesce non solo a gestire la sua condizione, ma anche a usarla come strumento per raggiungere i suoi obiettivi. Ninja Theory ha descritto Senua come un "faro di speranza" nel sequel. Per incarnare ulteriormente il personaggio di Senua, Jürgens si è recata in Islanda per sperimentare in prima persona il clima rigido della zona. Ha studiato arti marziali e tecniche di scherma per sviluppare uno stile di combattimento unico e ha registrato scene mentre indossava il costume e il trucco completi, un processo che ha richiesto quasi otto ore per essere applicato completamente. Inoltre, gli animatori hanno seguito un addestramento militare per imitare accuratamente i movimenti dei personaggi avversari. Abby Greenland e Helen Golan hanno ripreso i loro ruoli di Furie, le voci che Senua sente.
Senua's Saga presenta un sistema di combattimento migliorato, che sottolinea la sua integrazione con la storia. L'ispirazione principale per il sistema di battaglia è stata la coreografia di combattimento presente nell'episodio La battaglia dei bastardi di Game of Thrones Per rappresentare in modo efficace la lotta per la sopravvivenza di Senua, gli sviluppatori si sono concentrati sul combattimento in prima persona, cercando di renderlo imprevedibile e coinvolgente. Hanno utilizzato la tecnologia di motion capture per registrare una varietà di animazioni di battaglia in un periodo di 75 giorni, coprendo diversi scenari di schermaglia.
A differenza del primo gioco, che utilizzava l'Unreal Engine 4, il sequel è stato sviluppato utilizzando il più recente Unreal Engine 5. Questo aggiornamento ha consentito di migliorare i modelli dei personaggi, le animazioni e altri componenti visivi, nonché di sfruttare meglio la console Xbox Series X/S. Su questa console, gli sviluppatori hanno limitato il frame rate a 30 fotogrammi al secondo per ottenere un'esperienza più cinematografica. Lo studio ha utilizzato il framework MetaHuman di Epic Games per le animazioni facciali. La motion capture è stata condotta nel nuovo ufficio di Ninja Theory, appositamente attrezzato per questo scopo. Gli sviluppatori hanno collaborato nuovamente con 3Lateral, una sussidiaria di Epic Games specializzata nella digitalizzazione del motion capture. Uroš Sikimić, collaboratore di 3Lateral, ha affermato che l'obiettivo del team era rendere il risultato finale "il più fotorealistico possibile, sperimentando anche nuove tecniche cinematografiche". Inoltre, Ninja Theory ha stretto una partnership con Ziva Dynamics, un'azienda specializzata in effetti visivi, e Altered AI, che crea voci fuori campo utilizzando l'intelligenza artificiale. La tecnologia di Altered AI è stata utilizzata per generare contenuti durante le prime fasi di sviluppo.
Gli sviluppatori hanno poi utilizzato i dati satellitari insieme alle risorse grafiche generate per ricostruire il paesaggio islandese del IX secolo. Numerosi altri componenti, come capelli e cosmetici, nonché abiti realizzati dai costumisti utilizzando materiali e metodi esclusivi dell'epoca mostrata nella Saga di Senua, sono stati scansionati per generare riproduzioni 3D utilizzando un processo simile. Attwell sostiene che le tecniche di regia di Robert Eggers, in particolare la sua dedizione all'autenticità storica nella rappresentazione di diverse tematiche, siano state fonte di ispirazione per la compagnia. Similmente all'esperienza precedente, i creatori hanno replicato le allucinazioni sonore utilizzando l'approccio della registrazione binaurale. Lo studio ha arruolato Heilung per la colonna sonora, credendo che "la loro abilità, profondità e consistenza nella musica si fondono perfettamente con il nostro modo di suonare e gli conferiscono un peso speciale".

## Marketing e annuncio
Senua's Saga: Hellblade II è stato annunciato il 13 dicembre 2019, durante i The Game Awards 2019, dove è stato mostrato il trailer di presentazione. Ha segnato la prima esclusiva per la console Xbox Series X/S ad essere annunciata, coincidendo con la presentazione della console avvenuta in precedenza quel giorno.

## Accoglienza
| Testata                         | Versione      | Giudizio |
| ------------------------------- | ------------- | -------- |
| Metacritic (media al 16·2·2025) | Xbox Series   | 81/100   |
| Metacritic (media al 16·2·2025) | PlayStation 5 | ...      |
| Metacritic (media al 16·2·2025) | PC            | 81/100   |
| OpenCritic (media al 16·2·2021) | collettivo    | 81/100   |
| The Game Machine (ITA)          | Xbox Series   | 9.8/10   |

Osservando l'aggregatore Metacritic, Senua's Saga: Hellblade II ha ricevuto recensioni "generalmente favorevoli" dalla critica.
Molti recensori lodano la grafica straordinaria e le animazioni facciali realistiche, definendo il gioco come un capolavoro dal punto di vista audiovisivo. La cura nei dettagli e l'atmosfera immersiva sono stati apprezzati, con descrizioni che parlano di un'esperienza cinematografica di alta qualità. La narrazione è considerata affascinante, anche se non sempre esaustiva.
Diverse recensioni sottolineano che il gameplay è simile al predecessore, con una struttura che ricorda più un walking simulator che un vero action-adventure. Ci sono critiche riguardo alla mancanza di interazione e alla ripetitività delle meccaniche di gioco.

### Riconoscimenti
Premiato come Best Performance per Melina Juergens e Best Audio Design ai The Game Awards 2024.
Premiato come Technical Achievement e candidato in altre 10 categorie al BAFTA Games Awards 2025.